# محظرة تنجغماجك
محظرة تنجغماجك تعتبر المحاضر في موريتانيا المصدر الأول، والرافد الأساسي في المجال المعرفي في العلوم الشرعية والعربية، وتوجد في موريتانيا كثير من المحاضر التي تدرس مختلف الفنون، ومن أبرز هذه المحاضر محظرة العلامة الزاهد الناسك أحمدو ولد محمذن فال الحسني في قرية «تنجغماجك» والتي سنعطي نبذة مختصرة عنها تتعلق بالموقع الجغرافي، وتاريخ المحظرة قديما وحديثا، ومناهجها التعليمية، والخصائص التي تميزها عن غيرها من المحاضر.

## الموقع الجغرافي
تعتبر محظرة تنجعماجك إحدى كبريات المحاضر في منطقة الترارزة خصوصا، وموريتانيا عموما، وتقع هذه المحظرة جنوب شرق العاصمة نواكشوط، حيث تبعد خمسة وثلاثين كلم جنوب الكلم التسعين شرق نواكشوط. وهي تابعة لبلدية «آوليكات».

## تاريخ المحظرة
إن هذه المحظرة محظرة عريقة عامرة بطلاب العلم، تأسست على يد العلامة أحمدو ولد محمذن فال حوالي سنة 1941 م - كما اخبرني الأستاذ والأخ العزيز حمود ولد حبين أنه اخبره لمرابط: محمد نوح ولد بونعامه -وذلك بعد أن أكمل دراسته على يد كثير من الشيوخ الذين نهل من معينهم، ومن أبزهم العلامة: يحظيه بن عبد الودود(اباه)- حيث تفرغ للتدريس بنفسه حوالي سبعا وخمسين سنة، من العطاء المتواصل لا يشغله عن ذلك هم، ولا يصرفه عنه صارف، مخلصا النية لله لا يبتغي من الناس ثناء ولا أجرا، وقد اقبل عليه الطلاب من كل حدب وصوب من داخل البلاد وخارجها، فتخرج على يده جمع غفير من الطلاب الذين أصبح بعضهم شيوخ محاظر مثل الشخ عبد الله بن احويبلل شيخ محظرة بلغربان ومحمد الأمين ولد الحسن المسومي شيخ محظرة العون وعبد الله السالم ولد حنبل شيخ محظرة انعيمه ومحمد الأمين ولد بابه البوساتي شيخ محظرة ابير اللبن... والتحق بعضهم بسلك الأساتذة والقضاء، وقد ظل مستقيما على هذا النهج إلى أن انتقل إلى جوار ربه في 2 رجب 1418هـــ الموافق لسنة:1998م، فسار ابناه العالمان الفاضلان- «الشيخ ومحمدن» أطال الله بقاءهما-على دربه، وأصبحوا خير خلف لخير سلف، وهما اللذان يقومان الآن بالتدريس في المحظرة، مستفرغين لذلك جهودهم، وأوقاتهم، جزاهما الله خيرا عن الإسلام والمسلمين.
ويوجد بهذه المحظرة كثير من الطلاب من شرق البلاد وغربها وجنوبها وشمالها على اختلاف أعراقهم، وقبائلهم، وحتى دولهم، حيث درس بها طلاب أفارقة وعرب وآسيويون وغيرهم مثل السينغال، والمغرب والجزائر، وماليزيا، والروس، واليمن، وليبيا وغيرها من الدول، ويتراوح عدد طلابها في الغالب مابين 300 و500 طالب حيث بلغت إحصائيات الطلاب حوالي 500 سنة 2007 أو 2008.

## المناهج التعليمية

### أولا: ضوابط عامة في التدريس
إن منهجية التدريس في هذه المحظرة تتميز عن غيرها من المحاضر، ذلك أن للطالب الحرية في التنقل بين جميع المشايخخ دون أن يربط بأستاذ معين أو يحدد له وقت مخصص لا يتعداه – كما هو الحال في كثير من المحاضر- على أن المشايخ يرشدون الطالب إلى أن لا يقرأ أكثر مما يستطيع استيعابه، ولا يدرس أكثر من متن واحد حتى ينتهي منه، تمسكا بالقولة الشهيرة: «من طلب العلم جزافا فاته العلم جزافا»، بمعنى أن من أراد أن يأخذ العلم دفعة واحدة دون تدرج فسيحرم من أخذ العلم جميعا، والمثل الحساني:{ حلاب ناكت في الظايه } فالشيخ يستفرغ جهده في الشرح للطلاب، والطالب لا يستوعب ما يقوله الشيخ، مما يعني ضياع الجهدين: جهد الشيخ وجهد الطالب، وهذه الضوابط ليست أمرا إلزاميا عند المشايخ، ولكنها الطريقة المثلى التي يرشدون إليها طلابهم؛ حتى تكون استفادتهم أكثر وتحصيلهم أوفر.

### ثانيا: تقديم الدرس على الشيخ
يقوم الطالب بتقديم الدرس أمام الأستاذ أو الشيخ دفعة واحدة حتى يصحح له الأخطاء ويضبط له شكل النص، ثم يعيد الطالب قراءة النص منجما فقرة فقرة، فيقوم الشيخ بشرح كلما يقدمه الطالب:{ ثنائية الإلقاء والشرح} وبعد أن ينتهي الشيخ من الشرح، يأتي بعده طالب آخر وهكذا...
وفي ذلك يقول أحد النظام واصفا طريقة تدريس الشيخ للطالب: :
وكلما انتهى طالب ذهب إلى الطلاب الذين درسوا هذا المتن قبله ليزيدوه توضيحا ويشرحوا له كل التفاصيل والجزئيات التي لا يتسع وقت الشيخ لذكرها بسبب كثرة الطلاب.ثم ينتقل إلى طالب آخر وهكذا حتى تصبح الصورة متضحة لديه.

### ثالثا: المواد الدراسية
تعتمد المحظرة على عدة مواد دراسية يمكن تصنيف أهمها حسب المجموعات التالية:

#### الفقه
1-الأخضري مع نظم سهوه المسمى العبقري والذي فصل كثيرا من أحكام السهو في الصلاة.
2-ابن عاشر: وهو نظم يتألف من 317 بيتا، ويأتي في المرتبة الثانية بعد الأخضري وهو نظم مفيد في باب الطهارة والعبادات.
3-الكفاف: وهو نظم محمد مولود ولد أحمد فال وهو كتاب عظيم القدر والنفع يقع في مجلدين وقد شرحه العلامة ولد أحمدو الخديم وهو يقع في أكثر من 3000 بيت في العبادات والمعاملات.
وغالبا ما يكتب الطالب حسب مستواه وإدراكه للأمور إلا أن الغالب أن يكتب 7 إلى 10 أبيات أما ما فوق ذلك فيطلقون عليه مصطلح «ادبيز».
4-مختصر خليل" وهو الكتاب المعروف، ويقوم الطلاب بدراسته حسب نظام الأقفاف، وغالبا ما يكتب الطالب ثلث القف، على أن من الطلاب من يكتب نصفه وهي مسالة تابعة لفهم الطالب واستيعابه، ويحتاج هذا الكتاب إلى كثير من المذاكرة والتكرار حتى يثبت في ذهن الطالب؛ لأنه نثر يصعب حفظه وبقاؤه في الذاكرة لمدة طويلة.
4-نظم مطهرة القلوب ومحارم اللسان وآداب المسجد للعلامة محمد مولود.
5- رسالة ابن ابي زيد القيرواني.

#### السيرة والتاريخ
قرة الأبصار للعلامة: عبد العزيز اللمطي المكناسي، والغزوات وعمود النسب للعلامة البدوي.

#### اللغة العربية
1- نظم عبيد ربه للأجرومية، وعدد أبياته حوالي 152 بيتا ويقرأ في حوالي شهر.
2- لامية الأفعال مع احمرار العلامة الحسن بن زين وطرته إضافة إلى الحواشي والتعليقات. وقد كتبت بخط العلامة أحمدو شيخنا ويبلغ عدد أبيات الاكحلال مع الاحمرار حوالي 200 بيت وتقرا في حوالي ثلاثة أشهر ونصف بمعدل 3 إلى 4 أبيات يوميا.
3- ألفية ابن مالك مع احمرار ابن بون وطرته، إضافة إلى الحواشي والتعليقات الأخرى التي أخذت من كثير من شروح الألفية وقد كتبت هذه الطرة والحواشي وقد كتبت كذلك بخط: أحمدو شيخنا (شيخنا) ابن الشيخ بباه بن آلا. وفي ذلك يقول الأستاذ محمدن ولد يحظيه:
وتبلغ أبيات الاحمرار حوالي 1700 بينما يبلغ عدد أبيات الاكحلال 1000 وتعتبر ألفية ابن مالك مع الاحمرار هي مربط الفرس وحجر الزاوية في محظرة تنجغماجك حيث تخصصت هذه المحظرة في تدريس مادة النحو بطريقة منهجية ومعمقة لا توجد في غيرها من المحاضر حيث تدرس بالطرة والحواشي في فترة تناهز 4 سنوات إضافة إلى وجود حلقات للمذاكرة تساهم في استيعاب المادة والتعمق فيها.
4- أشعار الشعراء الستة الجاهلين (الستي): امرئ القيس، والنابغة، وعلقمة وزهير، وطرفة، وعنترة، وديوان غيلان ذي الرمة
5- مثلث ابن مالك الذي تربو أبياته على 3000 بيت.
6- المقصور والممدود لابن مالك.
إلى غير ذلك من الفنون التي يضيق المقام عن ذكرها.
وعلى الرغم من أ ن الدراسة في هذه المحظرة تتميز بالتؤدة والتاني، حيث إن الطالب لا يكمل النص إلا بعد مرور كثير من الوقت. ثم بعد انتهائه أيضا يتوقف لمدة عن الدراسة حتى يثبت النص السابق في ذاكرته- وهو ما يطلقون عليه «امطرح»- فان الفائدة تكون أكثر حيث يكون الطالب متقنا لكل ما درسه، في حين نجد أن هناك كثيرا من المحاضر تدرس فيها النصوص بشكل فوري ويكمل الطالب فيها كثيرا من النصوص، إلا أن ذلك لا يعدو مجرد مرور على النص دون أدنى استيعاب له، وهذه مسالة يعرفها القاصي والداني، وقد حدثني بها كثير من الطلاب الذين تجولوا في مختلف المحاضر.

## النظام السكني والغذائي للطلاب
يقطن طلاب المحظرة في البيوت والأعرشة دون أداء أي رسوم فيما يتعلق بالسكن، وغالبا ما يكونون على شكل مجموعات تنظم كل واحدة منها النظام الغذائي وهو ما يصطلحون عليه باسم «الخدمة» وهي عبارة عن أدوار حيث يبدأ الطالب بدوره، ثم يليه طالب آخر وهكذا حتى يعود الأمر إلى حيث بدأ.

## نظام العطل
بالإضافة إلى عطلة الأسبوع المعروفة، فان هناك عطلة المولد النبوي الشريف، وعيد الأضحى، والفطر.على أن هذه المحظرة تمتاز عن غيرها من المحاضر باستقبالها للطلاب في جميع فصول السنة دون أن يكون هناك نظام عطلة إلزامي تغلق فيه المحظرة أبوابها- كما هو الحال في بعض المحاضر- حيث يقوم الشيوخ بالتدريس طوال السنة إلا أن الطلاب يفضلون إعطاء قسط من الراحة لشيوخهم دون فرض أو طلب من الشيوخ؛ لأنهم منحوا أنفسهم، وحبسوا أوقاتهم لنشر العلم غير متقيدين بزمان ولا مكان.